# Holmenkollen skistadion
Koordinaten: 59° 57′ 53,4″ N, 10° 40′ 9,7″ O
Das Skistadion Holmenkollen (norwegisch Holmenkollen skistadion) ist eine Trainings- und Wettkampfstätte für Biathlon und Langlauf in Norwegen. Das Stadion befindet sich außerhalb der Hauptstadt Oslo auf dem Holmenkollen und ist Teil der Holmenkollen nasjonalanlegg (norwegisch für Holmenkollen Nationalanlage). Derzeit ist es das einzige Stadion in Norwegen, das die nötige A-Lizenz zur Veranstaltung von Rennen im Rahmen des Biathlon-Weltcups besitzt.

## Daten

### Lage
Das Skistadion befindet sich am Holmenkollen, einem Berg und beliebten Ausflugsziel oberhalb der norwegischen Hauptstadt Oslo. Das Stadion liegt – in die Landschaft eingebettet – zwischen den Skisprunganlagen Holmenkollbakken und Midtstuen. Im Winter führt die Loipe – je nach Wettkampfstrecke – direkt an der Holmenkollenkapelle vorbei.

### Ausstattung
Das Skistadion am Holmenkollen verfügt über die sogenannte A-Lizenz der IBU, was zur Ausrichtung von Biathlon-Weltcups berechtigt. Neben den üblichen Ausstattungsmerkmalen wie Schießstand, Tribünen und Infrastruktur für Mannschaften, Organisationskomitee und Presse sind 4,75 km der Strecke für die Benutzung mit Rollski geeignet.
Eine Besonderheit im Stadion ist die „Königsloge“. König Harald V., der mehrfacher Olympiateilnehmer und Welt- und Europameister im Segeln ist, verfolgt regelmäßig persönlich vor Ort die Wettkämpfe am Holmenkollen. Das Stadion verfügt über einen eigenen Bereich, der dem König, seiner Familie und geladenen Gästen vorbehalten ist. Bei Anwesenheit des Königs werden die jeweiligen Gewinner der Rennen direkt nach der Siegerehrung zu einem kurzen Besuch in die Königsloge eingeladen.

### Langlaufstrecken
Die Loipen am Stadion können in unterschiedlicher Konfiguration für die jeweiligen Wettkämpfe im Biathlon und Langlauf genutzt werden. Zudem sind 4,75 km der Strecken asphaltiert, um sie im Sommer zum Trainieren und für Rollski-Wettbewerbe nutzen zu können. Die Langlaufstrecken sind zudem direkt an das weitläufige Loipennetz auf dem Holmenkollen angeschlossen.
Der tiefste Punkt der im Biathlon genutzten Strecken befindet sich auf einer Höhe von 315 moh., der höchste auf 370 moh.. Das Stadion liegt auf einer Höhe von 325 moh..

## Veranstaltungen

### Biathlon

#### Weltcup
Die ersten internationalen Wettkämpfe wurden im Rahmen des Biathlon-Weltcups 1982/83 im März 1983 am Holmenkollen ausgetragen. Seitdem ist die Anlage fester Bestandteil des Biathlon-Weltcups und findet sich meist in jedem Jahr im Veranstaltungskalender. Viele Jahre lang wurden in Oslo und in Chanty-Mansijsk im Wechsel das Saisonfinale ausgetragen.
Der russische Weltcuport sollte bereits zur Saison 2016/17 in eine neue Anlage in Tjumen verlegt werden. Nach den Enthüllungen des McLaren-Reports verzichtete Russland auf eine Ausrichtung der Wettkämpfe, diese wurden in Kontiolahti ausgetragen. Im Jahr 2017/18 fand dann das Saisonfinale in Tjumen statt. Diese Veranstaltung wurde jedoch vom US-amerikanischen und dem kanadischen Verband boykottiert. Die tschechische Mannschaft schloss sich dem Boykott an, nachdem deren beste Athletin Gabriela Soukalová angekündigt hatte, nie wieder einen Wettkampf in Russland bestreiten zu wollen. Auch die ukrainische Mannschaft boykottierte wegen der völkerrechtswidrigen Annexion der Krim 2014 die Veranstaltung. Seitdem wurde auf die Austragung eines Weltcups in Russland verzichtet und Oslo ist in der Regel als Saisonfinale eingeplant, während der COVID-19-Pandemie kam es jedoch zu Absagen und Änderungen im Kalender. Spätestens seit dem Russischer Überfall auf die Ukraine im Februar 2022 sind bis auf Weiteres keine Wettkämpfe mehr in Russland geplant.

#### Weltmeisterschaften
Die ersten Biathlon-Weltmeisterschaften am Holmenkollen fanden 1986 statt. Es folgten weitere Titelkämpfe in den Jahren 1990, 1999, 2000, 2002 und 2016. In den Jahren 1990 und 1999 war Oslo Ersatzausrichter für ausgefallene Wettkämpfe an anderen Orten, 2002 wurde der damals noch nicht olympische Wettbewerb des Massenstarts nach den Olympischen Winterspielen 2002 ausgetragen. Vor 1986 wurden in Norwegen 1965 in Elverum und 1977 in Lillehammer Biathlon-Weltmeisterschaften ausgetragen.

## Trainingszentrum
Das Skistadion wird von in der näheren Umgebung ansässigen Athleten sowie dem Großteil der norwegischen Nationalmannschaft im Training genutzt. Neben dem Schießstand und Rollskistrecken stehen auch Labore und Fitnessräume zur Verfügung. Auch ausländische Verbände können das Stadion nutzen, diese bevorzugen aber meist Anlagen in ländlicheren Gebieten oder in Höhenlagen.